# Lâm Tử Tường
Lâm Tử Tường (chữ Hán: 林子祥; bính âm: Lin Zi Xiang; tiếng Anh: George Lam), thường được gọi với nghệ danh Lâm, là một ca sĩ hát nhạc Cantopop kỳ cựu và là diễn viên gốc Tân Hội.  Lưu trữ ngày 15 tháng 8 năm 2011 tại Wayback Machine Lâm Tử Tường học tại Trường Nam sinh Diocesan ở Cửu Long, Hồng Kông. Sau sống tại Anh nơi anh học tại trường Đại học Dover, rồi sang Hoa Kỳ sống (tại Oakland, California) nhiều năm trước khi trở lại Hồng Kông.
Lâm Tử Tường là ca sĩ chính trong ban nhạc tên "Jade" trước khi ra hát riêng với album tiếng Anh đầu tay là "Lam" vào năm 1976. Album tiếng Quảng Đông đầu tiên của anh, mang tên "Lâm" được phát hành cùng năm. Anh cũng thu âm hai phiên bản bài hát của Billy Joel là bài "Uptown Girl" bằng tiếng Quảng Đông. Lâm Tử Tường khá nổi tiếng tại Hồng Kông trong hơn ba mươi năm. Anh viết tương đối nhiều ca khúc; một vài trong số đó được các ca sĩ khác biểu diễn như Đỗ Lệ Sa, anh đã cùng ca sĩ này làm một album và xuất hiện cùng nhau trong những buổi hòa nhạc, gần đây nhất vào năm 2007.
Bên cạnh sự nghiệp ca hát, Lâm Tử Tường đóng khá nhiều bộ phim, lần đầu anh xuất hiện trên màn ảnh là trong bộ phim Bộ ba may mắn năm 1978. Một trong những vai diễn để đời của anh là vai nhà báo Nhật Bản trong phim Thuyền nhân (1982) do Hứa An Hoa làm đạo diễn.
Lâm Tử Tường kết hôn lần đầu vào năm 1980 và có một con trai và một con gái; sau này anh ly dị. Năm 1996 anh tái hôn với nữ ca sĩ, diễn viên Diệp Thiến Văn, người cùng xuất hiện với anh trong các buổi biểu diễn.

## Đĩa nhạc
Tiếng Quảng Đông:
- 各師各法 (1978)
- 抉擇 (1979)
- 摩登土佬 (1980)
- 一個人 (1980)
- 活色生香 (1981)
- 海市蜃樓 (1982)
- 愛情故事 (1983.07)
- 愛到發燒 (1984.04)
- 林子祥創作歌集 (1984.12)
- 林子祥85特輯 (LAM '85) (1985.04)
- 十分十二吋 (12" Single) (1985.08)
- 誘惑 (1985.12)
- 最愛 (1986.06)
- 千億個夜晚 (1986.12)
- 花街70號 (1987.07)
- 林子祥創作+歌集 (1988.01)
- 生命之曲 (1988.10)
- 林子祥長青歌集 (1989)
- 十三子祥 (1990)
- 日落日出 (1990)
- 小說歌集 (1991)
- 最難忘的你 (1992)
- 祈望 (1992)
- 林子祥'93創作歌集 (1993)
- 單手拍掌  (1994)
- 緣是這樣 (1996)
- 好氣連祥 (1997)
- 現代人新曲+精選 (1998)
- 只有林子祥 (2001)
- Until We Meet Again (2004)
- 佐治地球轉 (2007)
- lamusique (2010)

Tiếng Anh:
- Lam (1976)
- Lam II (1977)
- Teresa Carpio & Lam (1978), EMI, (with Teresa Carpio)
- Lessons (1990)
- When a Man Loves a Woman (1993)

## Phim Ảnh
| Năm  | Tên                                          | Vai diễn | Giải                                                         |
| ---- | -------------------------------------------- | -------- | ------------------------------------------------------------ |
| 1978 | Luckies Trio 《各師各法》                    |          |                                                              |
| 1979 | Money Trip 《懵女，大賊，傻偵探》            |          |                                                              |
| 1979 | The Secret 《瘋劫》                          |          |                                                              |
| 1980 | Disco Bumpkins 《摩登土佬》                  |          |                                                              |
| 1980 | Pembunahan Pursuit 《糊塗英雄》              |          |                                                              |
| 1981 | All the Wrong Clues 《鬼馬智多星》           |          |                                                              |
| 1981 | Life After Life 《再生人》                   |          |                                                              |
| 1982 | Aces Go Places 《最佳拍檔》                  |          |                                                              |
| 1982 | It Takes Two 《難兄難弟》                    |          |                                                              |
| 1982 | Boat People 《投奔怒海》                     |          | Nominated - Hong Kong Film Award for Best Actor              |
| 1983 | All the Wrong Spies 《我愛夜來香》           |          | Nominated - Hong Kong Film Award for Best Original Film Song |
| 1984 | Banana Cop 《英倫琵琶》                      |          |                                                              |
| 1984 | The Owl vs Bombo 《貓頭鷹與小飛象》          |          | Nominated - Hong Kong Film Award for Best Original Film Song |
| 1985 | Kung Hei Fat Choy 《恭喜發財》               |          |                                                              |
| 1985 | Twinkle, Twinkle Lucky Stars 《夏日福星》    |          |                                                              |
| 1985 | It's a Drink, It's a Bomb 《聖誕奇遇結良緣》 |          |                                                              |
| 1985 | Lost Romance                                 |          | Nominated - Hong Kong Film Award for Best Original Film Song |
| 1986 | Passion 《最愛》                             |          | Won - Hong Kong Film Award for Best Original Film Song       |
| 1987 | Easy Money 《通天大盜》                      |          |                                                              |
| 1988 | Heart to Hearts 《三人世界》                 |          |                                                              |
| 1988 | Starry is the Night 《今夜星光燦爛》         |          | Nominated - Hong Kong Film Award for Best Original Film Song |
| 1989 | Perfect Match 《最佳男朋友》                 |          |                                                              |
| 1989 | Heart into Hearts 《三人新世界》             |          |                                                              |
| 1990 | A Bite of Love 《一咬OK》                    |          |                                                              |
| 1990 | Shanghai Shanghai 《亂世兒女》               |          |                                                              |
| 1991 | The Banquet 《豪門夜宴》                     |          |                                                              |
| 1991 | The Perfect Match 《富貴吉祥》               |          |                                                              |
| 1992 | Heart Against Hearts 《三人做世界》          |          |                                                              |
| 1993 | Perfect Couples 《皆大歡喜》                 |          |                                                              |
| 1997 | A Queer Story 《基佬四十》                   |          |                                                              |
| 1997 | Up for the Rising Sun 《擁抱朝陽》           |          |                                                              |
| 2003 | Love Under the Sun                           |          |                                                              |
| 2004 | Six Strong Guys 《六壯士》                   |          |                                                              |
| 2006 | Love At First Note 《戀愛初歌》              |          |                                                              |
| 2007 | The Pye-Dog                                  |          | Nominated - Hong Kong Film Award for Best Original Film Song |
| 2007 | Wonder Women                                 |          |                                                              |
| 2009 | Look for a Star 《游龍戲鳳》                 |          |                                                              |
| 2011 | Hi, Fidelity                                 |          |                                                              |